# Zachary Brault-Guillard
Zachary Bichotte Paul Brault-Guillard (* 30. Dezember 1998 in Delmas, Haiti) ist ein kanadisch-französischer Fußballspieler.

## Karriere

### Verein
In seiner Jugend spielte er ab 2011 bei Olympique Lyon und rückte hier zur Spielzeit 2017/18 in die B-Mannschaft des Klubs vor. Ab Februar 2019 wurde er dann nach Kanada zum MLS-Franchise CF Montreal verliehen. Hier verblieb er dann auch über den kompletten Verlauf der Leihe und wechselte schließlich im Januar 2020 dann fest zu diesem.
Im Sommer 2024 wechselte er nach einem halben Jahr Vereinslosigkeit zum Schweizer Vizemeister FC Lugano.

### Nationalmannschaft
Seinen ersten bekannten Einsatz in der kanadischen A-Nationalmannschaft hatte er am 16. Oktober 2018 bei einem 5:0-Sieg über Dominica in der Qualifikation für die CONCACAF Nations League, wo er zur 66. Minute für Liam Millar eingewechselt wurde. Nach weiteren Einsätzen im Jahr 2019, war er hier im Sommer auch beim Gold Cup 2019 dabei, wurde jedoch nur einmal in einem Gruppenspiel eingesetzt.
Ab Saison 2021 kam er auch zwei Mal bei Spielen der Qualifikation für die Weltmeisterschaft 2022 eingesetzt.